# 비센테 로페스 이 플라네스

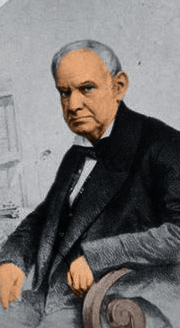

비센테 로페스 이 플라네스(스페인어: Vicente López y Planes, 1785년 5월 3일~1856년 10월 10일)는 아르헨티나의 작가이자 정치인으로서, 제 2대 아르헨티나 임시대통령을 지냈다. 재임기간은 1827년 7월 7일부터 1827년 8월 18일이다. 그는 또한 아르헨티나의 국가 가사를 썼는데, 이는 1813년 5월 11일에 채택되었다.

## 같이 보기
- 아르헨티나의 대통령 목록